# Список вице-королей Валенсии
Список вице-королей Валенсии в составе Испании:
| Король Испании                                                                  | Вице-король Валенсии                                                        | Период    | Примечание                                                                                          |
| ------------------------------------------------------------------------------- | --------------------------------------------------------------------------- | --------- | --------------------------------------------------------------------------------------------------- |
| Карлос I, король Испании (1516—1556)                                            | Диего Уртадо де Мендоса-и-Лемос, граф де Мелито                             | 1520—1523 | |
| Карлос I, король Испании (1516—1556)                                            | Жермена де Фуа                                                              | 1523—1526 | |
| Карлос I, король Испании (1516—1556)                                            | Жермена де Фуа и Фердинанд Арагонский, герцог Калабрийский                  | 1526—1538 | Фердинанд Арагонский был третьим супругом Жермены де Фуа, которая умерла в 1538 году.               |
| Карлос I, король Испании (1516—1556)                                            | Фердинанд Арагонский, герцог Калабрийский                                   | 1538—1550 | Неаполитанское королевство                                                                          |
| Карлос I, король Испании (1516—1556)                                            | Лоренсо де Вильярраса                                                       | 1550—1553 | 1-е правление                                                                                       |
| Карлос I, король Испании (1516—1556)                                            | Бернардино де Карданес-и-Пачеко, герцог де Македа                           | 1553—1558 | |
| Филипп II, король Испании (1556—1598)                                           | Альфонсо де Арагон-и-Португаль, герцог де Сегорбе                           | 1558—1563 | |
| Филипп II, король Испании (1556—1598)                                           | Лоренсо де Вильярраса                                                       | 1563—1566 | 2-е правление                                                                                       |
| Филипп II, король Испании (1556—1598)                                           | Антонио Альфонсо Пиментель-и-Эррера, граф де Бенавенте                      | 1566—1572 | |
| Филипп II, король Испании (1556—1598)                                           | Иньиго Лопес де Мендоса, маркиз де Мондехар                                 | 1572—1575 | |
| Филипп II, король Испании (1556—1598)                                           | Веспасиано Гонзага Колонна, герцог де Саббионета                            | 1575—1578 | Неаполитанское королевство                                                                          |
| Филипп II, король Испании (1556—1598)                                           | Педро Манрике де Лара-и-Акунья, герцог де Нахера                            | 1578—1580 | |
| Филипп II, король Испании (1556—1598)                                           | Франсиско де Монкада-и-Кардона, маркиз да Айтона                            | 1580—1595 | |
| Филипп II, король Испании (1556—1598)                                           | Франсиско Гомес де Сандоваль-и-Рохас, маркиз де Дениа                       | 1595—1597 | |
| Филипп II, король Испании (1556—1598)                                           | Хуан Алонсо Пиментель де Эррера, граф де Бенавенте                          | 1598—1602 | |
| Филипп III, король Испании (1598—1621)                                          | Хуан де Рибера, архиепископ Валенсии                                        | 1602—1604 | |
| Филипп III, король Испании (1598—1621)                                          | Хуан де Сендоваль-и-Рохас, маркиз де Вильямисар                             | 1604—1606 | |
| Филипп III, король Испании (1598—1621)                                          | Луис Карильо де Толедо, маркиз де Карасева                                  | 1606—1615 | |
| Филипп III, король Испании (1598—1621)                                          | Гомес Суарес де Фигероа, герцог де Ферия                                    | 1615—1618 | |
| Филипп III, король Испании (1598—1621)                                          | Антонио Пиментель-и-Толедо, маркиз де Тавара                                | 1618—1622 | |
| Филипп IV, король Испании (1621—1665)                                           | Энрике Давила-и-Гусман, маркиз де Повар                                     | 1622—1627 | |
| Филипп IV, король Испании (1621—1665)                                           | Луис Феррер де Кардона                                                      | 1627—1628 | Исполнял обязанности.                                                                               |
| Филипп IV, король Испании (1621—1665)                                           | Луис Фахардо-и-Рекесенс, маркиз де Лос-Велес                                | 1628—1631 | |
| Филипп IV, король Испании (1621—1665)                                           | Федро Фахардо де Суньига-и-Рекесенс, маркиз де Лос-Велес                    | 1631—1635 | Сын предыдущего.                                                                                    |
| Филипп IV, король Испании (1621—1665)                                           | Фернандо де Борха-и-Арагон                                                  | 1635—1640 | |
| Филипп IV, король Испании (1621—1665)                                           | Федерико Колонна, князь де Бутера                                           | 1640—1641 | Неаполитанское королевство                                                                          |
| Филипп IV, король Испании (1621—1665)                                           | Антонио Хуан Луис де ла Серда, герцог Мединасели                            | 1641—1642 | |
| Филипп IV, король Испании (1621—1665)                                           | Паскуаль де Борха Арагон-и-Сентельес, герцог де Гандия                      | 1642      | |
| Филипп IV, король Испании (1621—1665)                                           | Родриго Понсе де Леон, герцог де Аркос                                      | 1642—1645 | |
| Филипп IV, король Испании (1621—1665)                                           | Дуарте Фернандо Альварес де Толедо, граф де Оропеса                         | 1645—1650 | |
| Филипп IV, король Испании (1621—1665)                                           | Педро де Урбина-и-Монтойя, архиепископ Валенсии                             | 1650—1652 | |
| Филипп IV, король Испании (1621—1665)                                           | Луис Гильермо де Монкада, герцог де Монтальто                               | 1652—1659 | |
| Филипп IV, король Испании (1621—1665)                                           | Мануэль де лос Кобос-и-Луна, маркиз де Камараса                             | 1659—1663 | |
| Филипп IV, король Испании (1621—1665)                                           | Висенте Гонзага Дориа                                                       | 1663      | Не принял должность.                                                                                |
| Филипп IV, король Испании (1621—1665)                                           | Базилио де Кастельви-и-Понсе                                                | 1663—1664 | Исполнял обязанности.                                                                               |
| Филипп IV, король Испании (1621—1665)                                           | Антонио Педро Альварес Осорио, маркиз де Асторга                            | 1664—1666 | |
| Регентство Марианны Австрийской (1665—1675) Карл II, король Испании (1675—1700) | Гаспар Фелипе де Гусман, маркиз де Леганес                                  | 1666—1667 | |
| Регентство Марианны Австрийской (1665—1675) Карл II, король Испании (1675—1700) | Диего Фелипе де Гусман, маркиз де Леганес                                   | 1667—1669 | Сын предыдущего.                                                                                    |
| Регентство Марианны Австрийской (1665—1675) Карл II, король Испании (1675—1700) | Веспасиано Гонзага Орсини, граф де Паредес                                  | 1669—1675 | |
| Регентство Марианны Австрийской (1665—1675) Карл II, король Испании (1675—1700) | Франсиско Идиакес Бутрон, герцог де Сьюдад-Реаль                            | 1675—1678 | |
| Регентство Марианны Австрийской (1665—1675) Карл II, король Испании (1675—1700) | Хуан Томас де Рокаберти, архиепископ Валенсии                               | 1678—1679 | 1-е правление.                                                                                      |
| Регентство Марианны Австрийской (1665—1675) Карл II, король Испании (1675—1700) | Педро Мануэль Колон-и-Португаль, герцог де Верагуа                          | 1679—1680 | |
| Регентство Марианны Австрийской (1665—1675) Карл II, король Испании (1675—1700) | Родриго Мануэль Фернандес Манрике де Лара, граф де Агилар                   | 1680—1683 | |
| Регентство Марианны Австрийской (1665—1675) Карл II, король Испании (1675—1700) | Хуан Томас де Рокаберти                                                     | 1683      | 2-е правление.                                                                                      |
| Регентство Марианны Австрийской (1665—1675) Карл II, король Испании (1675—1700) | Педро Хосе де Сильва, граф де Сифуэнтес                                     | 1683—1688 | |
| Регентство Марианны Австрийской (1665—1675) Карл II, король Испании (1675—1700) | Луис де Москосо-и-де Осорио, граф де Альтамира                              | 1688—1690 | |
| Регентство Марианны Австрийской (1665—1675) Карл II, король Испании (1675—1700) | Карлос Омо Де Моура-и-Пачеко, маркиз де Кастель-Родриго                     | 1691—1696 | |
| Регентство Марианны Австрийской (1665—1675) Карл II, король Испании (1675—1700) | Альфонсо Перес де Гусман                                                    | 1696—1700 | |
| Регентство Марианны Австрийской (1665—1675) Карл II, король Испании (1675—1700) | Антонио Доминго де Мендоса Кааманьо-и-Сотомайор, маркиз де Вильягарсия      | 1700—1705 | |
| Филипп V, король Испании                                                        | Хоакин Понсе де Леон, герцог де Аркос                                       | 1705—1706 | Во время Войны за испанское наследство каждый из претендентов назначал своих вице-королей Валенсии. |
| Филипп V, король Испании                                                        | Кристобаль де Москосо Монтемайор-и-Кордоба, граф де лас Торрес де Алькоррин | 1706—1707 | Во время Войны за испанское наследство каждый из претендентов назначал своих вице-королей Валенсии. |
| Филипп V, король Испании                                                        | Луис Антонио де Бельюга-и-Монкада, епископ Картахены                        | 1707      | Во время Войны за испанское наследство каждый из претендентов назначал своих вице-королей Валенсии. |
| Претендент Карл III, король Испании                                             | Хуан Баутиста Бассет-и-Рамос                                                | 1705—1706 | Во время Войны за испанское наследство каждый из претендентов назначал своих вице-королей Валенсии. |
| Претендент Карл III, король Испании                                             | Санчо Руис де Лихори, граф де Кардона                                       | 1706      | Во время Войны за испанское наследство каждый из претендентов назначал своих вице-королей Валенсии. |
| Претендент Карл III, король Испании                                             | Диего Уртадо де Мендоса-и-Сандоваль, граф де Ла-Корзана                     | 1706—1707 | Во время Войны за испанское наследство каждый из претендентов назначал своих вице-королей Валенсии. |